# Na západ od ráje
Na západ od ráje (anglicky West of Eden) je kniha amerického spisovatele a autora sci-fi Harry Harrisona. Vyšla v roce 1984 (česky v roce 1995) a je to první díl trilogie Ráj, která má ještě dvě pokračování (Zima v ráji a Návrat do ráje). 

## Děj
Základní zápletku tvoří hypotetický scénář, ve kterém nedojde k dopadu smrtícího meteoritu Chicxulub na konci křídy před 65 milion let. Dinosauři i další pravěcí plazi tedy přežijí a v období geologické současnosti vytvoří civilizaci zvanou Yilané. Její příslušníci jsou potomky mosasaurů, dravých mořských plazů (kteří ale nepatří mezi dinosaury).
Ve stejné době na amerických kontinentech vzniká také člověk. Děj jej zastihne na vývojové úrovni pozdního paleolitu (jako kromaňonce). Civilizace inteligentních plazů je podstatně vyspělejší a dokáže geneticky modifikovat mnohé organismy ke svému prospěchu (chová například bojové dinosaury, ichtyosaury apod.). Děj neodvratně směřuje k válečnému střetu mezi oběma světy – savčím a plazím a plazi mají zpočátku jasně navrch. Hlavním lidským hrdinou je chlapec Kerrick, který je Yilany zajat a vyrůstá jako jejich zajatec a později i druh. Nakonec však od cizího druhu uteče a stane v čele odporu lidí proti plazům. Kniha končí (dočasným) vyhnáním Yilanů ze světa lidí.

## Česká vydání
- HARRISON, Harry. Na západ od ráje. Plzeň: Laser, 1995. 576 s. ISBN 80-7193-009-1.
- HARRISON, Harry. Na západ od ráje. Praha: Straky na vrbě, 1999. 575 s. ISBN 80-902704-0-9.